# الصحة في المغرب
يعاني قطاع الصحة العمومية بالمغرب من مجموعة مضاعفات إجتماعية ومادية مرتبطة أساسا بالنمو الديموغرافي المتزايد خلال السنوات الأخيرة، مقابل هزالة الدعم المادي واستئثار فئة قليلة من صلاحيات التغطية الصحية والفساد المتفشي في المستشفيات العمومية. كما أن الميزانية العامة لقطاع الصحة لا تغطي سوى 41 في المائة من المصاريف الإجمالية في مجال الصحة، بحيث أن 5 ملايين فقط من المغاربة كانوا هم المستفيدون من التغطية الصحية، بينما يلجأ باقي المواطنين إلى تقديم شهادة الضعف والإحتياج، وهو نظام تم اعتماده لتأمين فرص متساوية أمام المواطنين في عالم التمريض.
لقد أقر نظام التغطية الصحية على المستوى التشريعي في نونبر 2002، ورغم أخذه بالاعتبار ضمن سياسة التقويم الهيكلي، فإن وضع الصحة بقي متفاقما نظرا للاعتبارات السابق ذكرها، وهو ما حذا إلى تشكيل لجنة وزارية من الوزارة الأولى، وزارة الصحة، وزارة المالية، وزارة التشغيل والأمانة العامة للحكومة، بالإضافة إلى مؤسستي الصندوق الوطني للضمان الاجتماعي والصندوق الوطني لمنظمات الاحتياط الاجتماعي. وعملت هذه اللجنة، بعد دراسة دقيقة، على إصدار قانون 65.00 المتعلق بالتغطية الإجبارية على المرض مرفوقا بالقرارات التطبيقية له، وأعلنت عنه لاحقا في 2003 الوكالة الوطنية للتأمين الصحي التابعة مباشرة للوزير الأول. وقام الصندوق الوطني لمنظمات الاحتياط الاجتماعي بوضع هذا القانون حيز التطبيق ابتداء من يونيو 2004، ودخل حيز التنفيذ في غشت 2005. والهدف من هذه العملية هو الرفع من نسبة التغطية الصحية لعموم المواطنين من 17 إلى 34 في المائة أعمالا بتساوي المواطنين في الانخراط للعلاج وتنمية وتوسيع المساعدات بالنسبة للمستفيدين، وبالتالي خلق توازن مالي لقانون التغطية، والمحافظة على الحقوق المكتسبة، والتضامن الوطني لصالح الفئات المعوزة.

## الموارد البشرية
إلى غاية سنة 2019، تتشكل الموارد البشرية في القطاع الصحي بالمغرب من:

### القطاع الصحي العمومي
- 12,034 طبيب (موزعين على 3857 طبيب الطب العام، و7559 طبيب مختص)
- 31,657 ممرض
- 2028 إداري
- 3773 تقني

### القطاع الصحي الخاص
- 5190 طبيب الطب العام
- 8355 طبيب مختص

## التغطية الصحية في المغرب

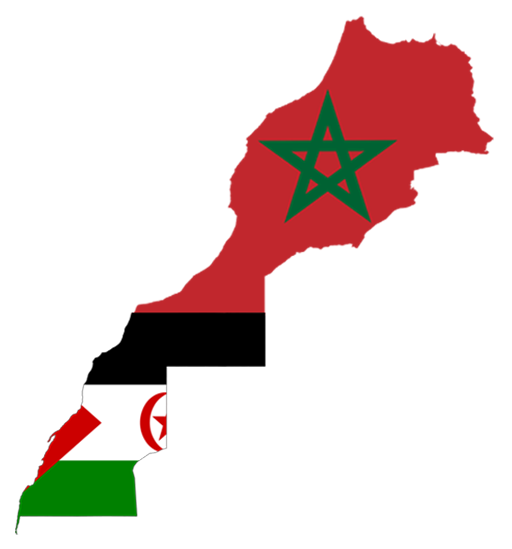
حسب التقرير السنوي لسنة 2017 الذي أصدرته الوكالة الوطنية للتأمين الصحي فإن عدد المستفيدين من نظام التأمين الإجباري الأساسي عن المرض يبلغ عددهم 9.5 مليون مستفيد (6.5 مليون مستفيد بالقطاع الخاص و3 مليون مستفيد بالقطاع العام). أما مصاريف العلاجات بنظام التأمين الإجباري الأساسي عن المرض فقد بلغت 8.5 مليار درهم في سنة 2017 (31.2% من المصاريف مخصصة للأدوية، و49.4% هي نسبة المصاريف الخاصة بالأمراض المزمنة). وفي سنة 2017، بلغت موارد نظام التأمين الإجباري الأساسي عن المرض: 11.54 مليار درهم من الاشتراكات والمساهمات.

رأى نظام التغطية الصحية بالمغرب النور خلال فترة الحماية الفرنسية، من خلال إنشاء تعاضديات للموظفين تؤطرها نصوص قانونية (ظهائر شريفة) يعود تاريخها إلى سنتي 1927 و 1928، وبعد استقلال المغرب، وعلى الرغم من التقدم المحرز منذ سنة 2002، عبر إحداث أنظمة التأمين الصحي لفائدة العاملين في القطاع الخاص، وفي الوظيفة والقطاع العموميين، ولفائدة الفئات المعوزة (التأمين الإجباري الأساسي عن المرض في إطار الصندوق الوطني للضمان الاجتماعي، والتأمين الإجباري الأساسي عن المرض في إطار الصندوق الوطني لمنظمات الاحتياط الاجتماعي، ونظام المساعدة الطبية راميد) فإن هذا النظام لا يزال يواجه صعوبة في احترام مبادئ الشمولية والتضامن والمساواة وجودة خدمات الرعاية الصحية. ويستند النظام الحالي على مقتضيات القانون رقم 65.00 بمثابة مدونة التغطية الصحية الأساسية. ومع نهاية سنة 2016، بلغت نسبة السكان المغاربة المشمولين بنظام من أنظمة التغطية الصحية 54.6% بينما لا يتوفر 45.4% من السكان على أي تغطية صحية. وتتولى تدبير نظام التأمين الأساسي الإجباري عن المرض، الذي دخل حيز التنفيذ في 18 غشت 2005، هيئتان وهما: الصندوق الوطني لمنظمات الاحتياط الاجتماعي، والصندوق الوطني للضمان الاجتماعي.
في 14 أبريل 2021، تم التوقيع على ثلاث اتفاقيات - إطار تهم تعميم التأمين الإجباري الأساسي عن المرض الخاص بفئات المهنيين والعمال المستقلين والأشخاص غير الأجراء الذين يزاولون نشاطا خاصا. وتتعلق الاتفاقية -الإطار الأولى بتعميم التأمين الإجباري الأساسي عن المرض لفائدة التجار، والحرفيين، والمهنيين، ومقدمي الخدمات المستقلين الخاضعين لنظام المساهمة المهنية الموحدة أو لنظام المقاول الذاتي أو لنظام المحاسبة، والذي يهم ما يفوق 800 ألف منخرط. أما الاتفاقية الإطار الثانية فتخص تعميم التأمين الإجباري الأساسي عن المرض لفائدة الحرفيين ومهنيي الصناعة التقليدية، والذين يصل عددهم إلى حوالي 500 ألف منخرط. وتتعلق الاتفاقية الإطار الثالثة بتعميم التأمين الإجباري الأساسي عن المرض لفائدة الفلاحين، والذين يبلغ عددهم حوالي 1,6 مليون منخرط.

### الصندوق الوطني لمنظمات الاحتياط الاجتماعي CNOPS
تم تكليف الصندوق الوطني لمنظمات الاحتياط الاجتماعي، والذي كان فدرالية لتعاضديات موظفي وأعوان الدولة، بتوفير خدمة عمومية حولت صبغته التعاضدية إلى هيئة خاضعة للقانون العام وتتولى تدبير التأمين عن المرض لفائدة موظفي وأعوان الدولة وأصحاب المعاشات وذوي حقوقهم ومستخدمي المؤسسات العمومية. وإلى حدود نهاية سنة 2016، كان الصندوق الوطني لمنظمات الاحتياط الاجتماعي يوفر التغطية الصحية لفائدة 3.024 ملايين مستفيد. وتغطي تعاضدية القوات المسلحة الملكية 1.2 مليون شخص من أفراد القوات المسلحة الملكية، في إطار نظام يخضع لأحكام نص قانوني خاص. وسيتم تمكين 300 ألف طالب من الاستفادة من خدمات الصندوق الوطني لمنظمات الاحتياط الاجتماعي بموجب نظام خاص بدأ العمل به في يناير 2016، وإلى غاية 15 شتنبر 2017، سجل فيه 025 65 طالباً.

### الصندوق الوطني للضمان الاجتماعي CNSS
يتولى الصندوق الوطني للضمان الاجتماعي تدبير نظام التأمين الإجباري الأساسي عن المرض في القطاع الخاص لفائدة 6.083 ملايين شخص مؤمن لهم وذوي حقوقهم. كما عهد إلى هذا الصندوق منذ يونيو 2017، بتدبير نظام التأمين عن المرض الخاص بالعمال المستقلين والأشخاص الذين يزاولون مهنة حرة، ومن المتوقع بعد دخول هذه التغطية حيز التنفيذ أن يصل عدد العمال المستقلين المؤمن لهم وذوي حقوقهم حوالي 11 مليون شخص، والعدد الإجمالي للمؤمن لهم لدى الصندوق الوطني للضمان الاجتماعي إلى 17 مليون شخص. وحتى اليوم مازالت أكثر من 3400 مقاولة من بين المقاولات المفترض خضوعها لنظام التأمين الإجباري عن الصحي عن المرض، المدبر من طرف الصندوق الوطني للضمان الاجتماعي، لم تلتحق بهذا النظام على الرغم من دخول القانون بمثابة مدونة التغطية الصحية الأساسية حيز التنفيذ، علماً أن المادة 114 من هذا القانون تمنح لهذه المقاولات فترة انتقالية قبل الانتقال نحو نظام التغطية الصحية الأساسية وضمان تغطية صحية تكميلية لمأجوريها بشكل إختياري إما بواسطة عقود جماعية لدى شركات التأمين، وإما في إطار صناديق داخلية، وتشغل هذه المقاولات 21% من الأجراء المؤمن لهم من طرف الصندوق الوطني للضمان الاجتماعي في إطار نظام معاشات التقاعد، وتمثل كتلة أجور تبلغ 53.1 مليار درهم. ومكن تدبير التأمين عن المرض لفائدة هؤلاء الأجراء شركات التأمين الخاصة من تحصيل أقساط تأمين وصلت في سنة 2016 إلى 3.65 ملايير درهم، أي ما يمثل 10% من إجمالي الأقساط وما يعادل 17% من إجمالي أقساط التأمينات (غير تأمينات الحياة) وتمثل المقاولات التي لم تنضم إلى نظام التأمين الإجباري الأساسي عن المرض بموجب المادة 114 من القانون رقم 65.00 أقل من 2% من مجموع المقاولات المنخرطة في نظام التأمين الإجباري الأساسي عن المرض لدى الصندوق الوطني للضمان الاجتماعي، بيد أن المبلغ الذي تدفعه هذه المقاولات لشركات التأمين الخاصة يمثل أكثر من ربع واجبات الاشتراك التي يتولى الصندوق تحصيلها في إطار التأمين الإجباري الأساسي عن المرض. وهناك العديد من أنظمة التأمين التي تدبرها شركات التأمين الخاصة، على هامش القانون، وتغطي فئات مختلفة من السكان (الشيوخ والمقدمون والأئمة والفنانون وقدماء المقاومين وأعضاء جيش التحرير) تصنف ضمن الفئات الخاصة وتضم هذه الفئات 344 ألف مستفيد، عهد بتدبير تأمينها الصحي منذ يوليوز 2007 إلى شركة تأمين خاصة وهي شركة سهام للتأمين.
إبتداءاً من 1 مارس 2020، بدأ الصندوق الوطني للضمان الاجتماعي على العمل بنظامي التأمين الإجباري الأساسي عن المرض والمعاشات بالنسبة لفئات: العدول، والمولدات، والمروضيين الطبيين.

### نظام المساعدة الطبية راميد RAMED
دخل نظام المساعدة الطبية راميد حيز التنفيذ في مارس 2012، بعد تجربة نموذجية بدأت في سنة 2008 في جهة تادلة أزيلال، وإلى حدود نهاية سنة 2017، إستفاد من هذا النظام 11.7 مليون مواطن (4.7 مليون أسرة، وأكثر من 7.4 مليون مواطن لهم حقوق سارية المفعول "بطاقات سارية الصلاحية").

## المستشفيات والمصحات

### المستشفيات العمومية
حسب إحصائيات وزارة الصحة لسنة 2023: فيما يخص البنيات التحتية الصحية بالقطاع العمومي بالمغرب، فإن مؤسسات العلاج الصحي الأولي يبلغ عددها 2126، موزعة على التوالي بين المجال الحضري والقروي بـ 847 و 1279 مركزا. والمؤسسات الاستشفائية الكبرى الموزعة على التراب الوطني يبلغ عددها 152 مركزا، بطاقة استيعابية 575 24 سريرا، أما فيما يخص مستشفيات الطب النفسي فهي محصورة فقط في المدن الكبرى والتي يصل عددها في 10 مراكز، بطاقة سريرية تبلغ 1486 سريرا، فيما بلغ عدد مراكز تصفية الدم وأمراض الكلي 120 مركزا، مجهزا بـ 2376 آلة غسيل الكلي.

### المصحات الخاصة
حسب إحصائيات وزارة الصحة لسنة 2023: يبلغ عدد المصحات الخاصة بالمغرب 375 مصحة، بعدد الأسرة 10562 سريرا. وعيادات الاستشارة الطبية 125 10 عيادة، و3643 عيادة في طب الأسنان، ويتراوح عدد مكاتب الصيدلية 9189، وعدد مكاتب المختبرات بـ 582 مختبرا، و 283 مختبرا مختصا في الأشعة.

### المصحات المتعددة التخصصات التابعة للصندوق الوطني للضمان الاجتماعي
طور الصندوق الوطني للضمان الاجتماعي منذ سنة 1979 عرضا مهما من العلاجات الطبية من خلال إنشاء 13 وحدة طبية متعددة التخصصات، وقد قامت هذه الشبكة بتوفير أرضية لخدمات صحية سمحت بتغطية مجموعة واسعة من العلاجات الطبية والجراحية، سواء من خلال علاجات تستلزم الاستشفاء، أو إستشارات طبية، أو علاجات متنقلة. وتتوفر هذه المصحات حاليا على 1000 سرير، و42 قاعة للجراحة، و11 وحدة للولادة، و13 وحدة للإنعاش، و9 وحدات لتصفية الدم، و13 مختبراً للتحاليل الطبية، و13 وحدة للفحص بالأشعة تتوفر على 7 أجهزة سكانير، ومصلحة واحدة لإنعاش الأطفال حديثي الولادة، ووحدتين للعناية المركزة الخاصة بأمراض القلب والشرايين. كما تتوفر بهذه المصحات أقسام للمستعجلات والمداومة على مدى 24 ساعة. وقد أحدثت هذه المصحات المتعددة التخصصات في بادئ الأمر لفائدة المؤمن لهم في الصندوق الوطني للضمان الاجتماعي وأفراد أسرهم المتكفل بهم، ثم فتحت في وجه كل المرضى سواء منهم المؤمن لهم أو غير المؤمن لهم، وترتبط هذه المصحات في إطار نظام الثالث المؤدي بعدد من التعاضديات وشركات التأمين، وتطبق هذه الوحدات التعريفة المرجعية الوطنية إستناداً إلى فوترة شفافة، وهو ما يضفي عليها صفة مقدمي العلاجات دون هدف ربحي، والطابع الاجتماعي والتضامني، وجعلها من هذا الموقع تتبوأ مكانة الخدمة المتوسطة وتمكين شريحة واسعة من السكان من الاستفادة من خدمات طبية جيدة وبأسعار معقولة. وتستقبل هذه المصحات سنويا أكثر من 500 ألف مريض في المتوسط، حيث يتلقى 10% منهم العلاجات الطبية داخلها، كما تقدم ما يقرب من 1120 استشارة طبية في اليوم، وأكثر من 397 45 حصة لتصفية الدم (حسب إحصائيات سنة 2016).

## المروحيات الطبية
في سنة 2013، تعزز النظام الصحي بالمغرب بدخول المروحيات الطبية للخدمة، حيث تخدم هذه المروحيات مختلف جهات المغرب وتتمركز بمدن مراكش، طنجة، وجدة، والعيون بالإضافة إلى تدخلها في المناطق المجاورة لهذه المدن حسب الطلب لنقل الحالات المستعجلة، ويعتبر نظام النقل الصحي الجوي الاستعجالي، للتكفل بالمرضى والمصابين، في وضعية حرجة، بالمناطق المعزولة وصعبة الولوج الذي انطلق مباشرة بعد تقديم المخطط الوطني للتكفل بالمستعجلات الطبية الذي قدمه الحسين الوردي، وزير الصحة، للملك محمد السادس، في 5 مارس 2013. واحداً من أهم الانجازات في تاريخ الصحة بالمغرب.
تقوم مروحية جهة مراكش آسفي بتغطية مناطق بني ملال خنيفرة والراشيدية، فيما تغطي مروحية وجدة مناطق الجهة الشرقية من المملكة، ومروحية جهة طنجة تطوان الحسيمة مناطق الشمال المغربي، فيما تغطي مروحية العيون الأقاليم الجنوبية الثلاثة للمملكة، كلميم واد نون، والعيون الساقية الحمراء، والداخلة وادي الذهب. وتجدر الإشارة إلى ان النقل الجوي بالمروحية مجاني وتتكلف وزارة الصحة بمصاريف تشغيل هذه المروحيات ويتم طلبها من خلال الاتصال بالرقم الوطني المجاني (141).

## حجز مواعيد المستشفيات العمومية
أطلقت وزارة الصحة نظاما رقميا جديدا لإدارة المواعيد الطبية بالمستشفيات المغربية، ويتعلق الأمر بنظام رقمي لإدارة المواعيد، يمكن المواطنين من أخذ مواعيد للفحص الطبي بالمستشفيات العمومية وتتبع مواعيدهم عبر الأنترنت على الموقع الإلكتروني www.mawiidi.ma.

## وصلات خارجية
- الموقع الرسمي لوزارة الصحة
- الموقع الرسمي للضمان الإجتماعي
- الموقع الرسمي لنظام المساعدة الطبية (راميد)
- الموقع الرسمي للصندوق الوطني لمنظمات الاحتياط الاجتماعي
- الموقع الرسمي للوكالة الوطنية للتأمين الصحي
- نصوص قانونية ذات صلة بمجال الصحة